# 長久手市郷土資料室

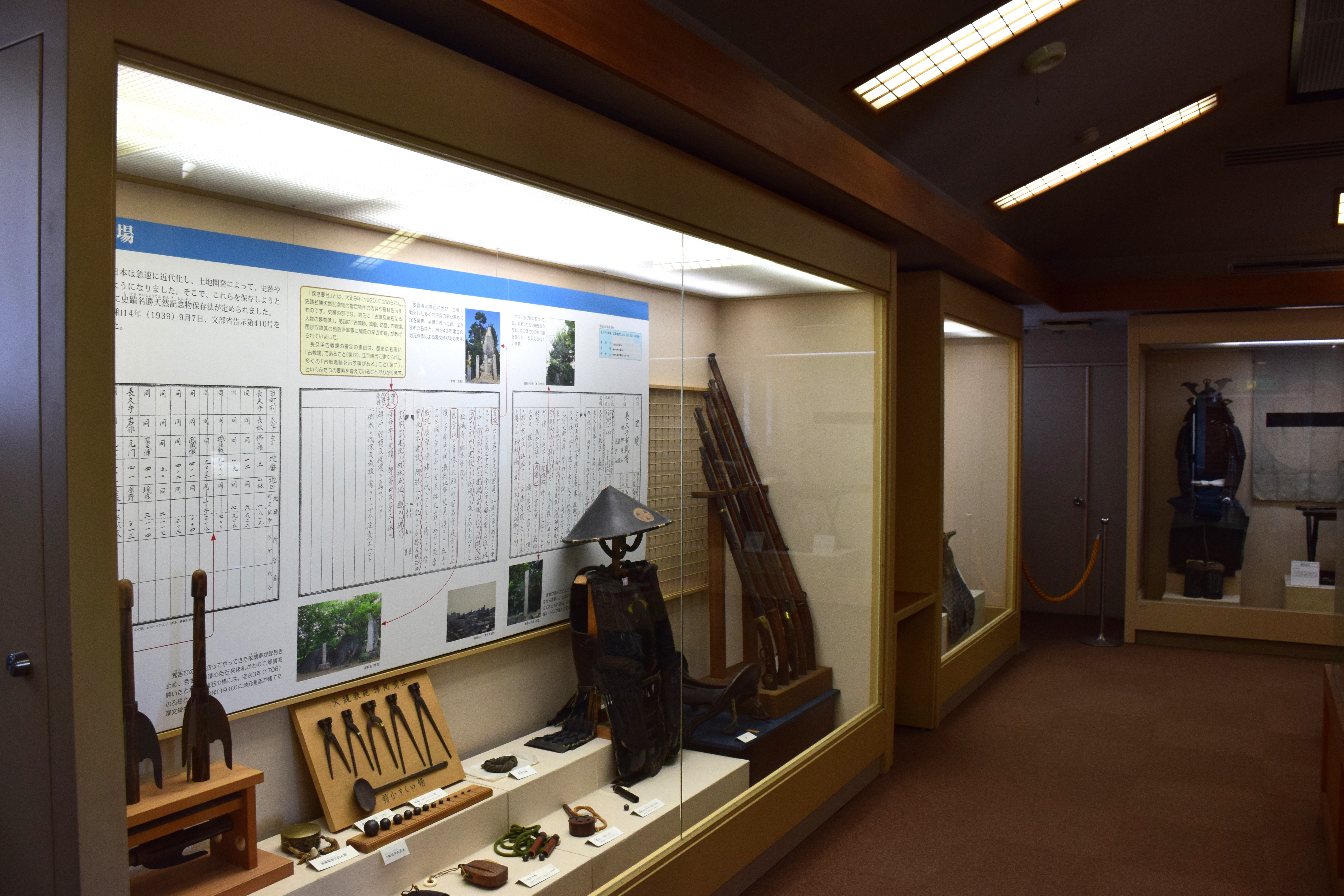
2階展示室

長久手市郷土資料室（ながくてしきょうどしりょうしつ）は、愛知県長久手市にある博物館施設。

## 概要
1985年（昭和60年）、小牧・長久手の戦いから400年を記念して長久手古戦場の一角に位置する古戦場公園の敷地内に「長久手町郷土資料室」として開館した。1階に長久手合戦の舞台となった本市周辺の地形の模型、合戦図屏風のレプリカなどを展示している。2階には市内で発掘された遺跡の出土品や、地元に伝わる棒の手や祭礼に関する文献などを展示する。甲冑、合戦に関する道具類、衣食住に関する道具類、亜炭と長久手などである。
展示物だけでなく、1階に喫茶室がある。
また、2005年（平成17年）の愛知万博サテライト会場であった「ながくて広場」に置かれていたワーテルローの戦いを描いたガラスアートもここに移されて展示されている。2012年（平成24年）の市政施行に伴い、現在の名称に変更された。
古戦場公園の再整備に伴い、2019年（令和元年）6月1日より一時閉館しており、再開は2022年（令和4年）度の予定となっている。

## 長久手古戦場野外活動施設
「長久手古戦場野外活動施設」として弓道場を併設している。元々は勤労者福祉施設の「長久手勤労者野外活動施設」として整備されたが、2002年（平成14年）度に長久手町に譲渡された。

## 利用案内
- 開室時間：9時～17時（入室時間は16:30まで[6]、桜まつり開催期間中は21時まで）
- 休室日：月曜日（祝日の場合はその次の平日）、年末年始（12月28日～1月4日）
- 入場料：無料
- 電話番号：0561-62-6230[6]

## アクセス
自家用車
- 東名高速道路 名古屋ICから東へ約2km、県道6号力石名古屋線 古戦場南交差点から北へ約250m。
- 駐車場：49台（公園西側の37台分を含む）。

公共交通機関
- 愛知高速交通東部丘陵線（リニモ）：長久手古戦場駅下車。
- N-バス：中央循環線「長久手古戦場」停留所で下車。
- 名鉄バス：名古屋市営地下鉄東山線 藤が丘駅から「長久手車庫」「長久手古戦場駅」行きに乗り「長久手古戦場駅」停留所で下車、徒歩で約3分[6]。